# 無名戦士の墓 (モスクワ)

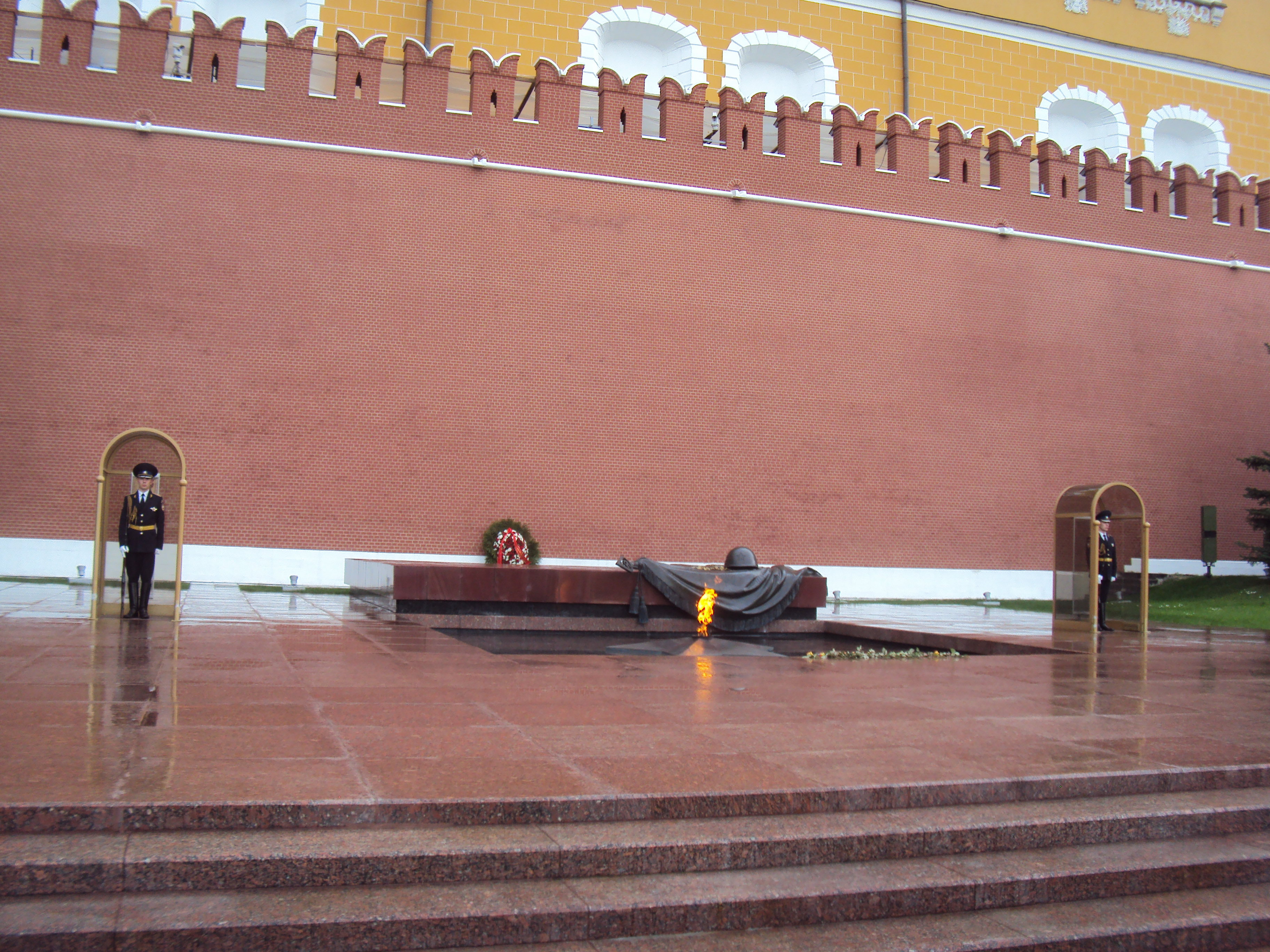
墓の全体図

モスクワの無名戦士の墓（むめいせんしのはか、ロシア語: Могила Неизвестного Солдата、[mɐˈɡʲilə nʲɪɪˈzvʲɛsnəvə sɐlˈdatə]）は、第二次世界大戦で戦死したソビエト連邦の兵士に捧げられた戦争記念建造物である。

## 歴史
無名戦士の記念日は、2014年12月3日からロシアで祝われている。第二次世界大戦後、数百万のソビエト兵士が行方不明または死亡が確認されていると報じられた。1997年、大統領連隊の儀仗隊（レーニン廟を警備していた）が、1997年12月8日連邦法により「大祖国戦争（1941年–1945年）におけるソビエトの民の勝利を不滅にするために」無名戦士の墓に戻した。警備交代の儀式は、1時間ごとに行われる。

## 位置
墓は、モスクワのアレクサンドル庭園のクレムリンの壁にある。最初は、1941年のモスクワの戦いで戦死した無名戦士の遺体が、ゼレノグラードからレニングラード街道で40kmのところにあるシュティキ記念碑の集団墓地に埋葬されていた。ここは、戦時中にドイツ軍がモスクワに最も接近した場所だった。戦いの25周年記念のために、1966年12月、これらの遺体がクレムリンの壁に移された。無名戦士の墓は、建築家のD・I・ブルディン、V・A・クリモフ、Yu・R・ラバエフと彫刻家のニコライ・トムスキーによりデザインされ、1967年5月8日に一般公開された。

## 外観
暗赤色の斑岩のモニュメントが、青銅のゲッケイジュの彫刻とバナーの上に置かれた兵士のヘルメットで装飾されている。モニュメントの正面には、ラブラドル長石の四角い面に五芒星があり、中央には永遠の炎が灯されている。
炎により青銅の碑文「君の名は分からないが、君の功績は不滅だ」（ロシア語: Имя твоё неизвестно, подвиг твой бессмертен、ラテン文字転写: Imya tvoyo neizvestno, podvig tvoy bessmerten）が照らされている。永遠の炎のトーチはレニングラード市内マルスの広場のen:Monument to the Fighters of the Revolutionにある永遠の炎から灯されて運ばれた。墓の左側には、「1941年 母国のために倒れた者たちへ 1945年」（ロシア語: 1941 Павшим за Родину 1945）と書かれた象眼細工が埋め込まれた花崗岩の壁がある。
墓の右側、歩道の裏地は、英雄都市（レニングラード、キエフ、スターリングラード、オデッサ、セヴァストポリ、ミンスク、ケルチ、ノヴォロシースク、トゥーラ、ブレスト要塞、ムルマンスク、スモレンスク）の土が封入された暗赤色の斑岩のブロックである。「スターリングラード」というプレートは2004年9月まで「ヴォルゴグラード」と書かれていた。モニュメントのさらに右には、赤い花崗岩のオベリスクがあり、4つのグループに分かれて40のen:City of Military Gloryの名前が記載されている。このモニュメントは、2010年5月8日に捧げられた。